# 策布利茨
策布利茨是德国萨克森州的一个市镇。总面积22.14平方公里，总人口2810人，其中男性1406人，女性1404人（2011年12月31日），人口密度127人/平方公里。